# Adoretus setifer
Adoretus setifer är en skalbaggsart som beskrevs av Edmund Reitter 1889. Adoretus setifer ingår i släktet Adoretus och familjen Rutelidae. Inga underarter finns listade i Catalogue of Life.